# クロッシング・ガード
『クロッシング・ガード』（原題：The Crossing Guard）は、1995年制作のアメリカ合衆国の映画。ショーン・ペン監督（兼・脚本、製作）、ジャック・ニコルソン主演。原題の意味は「交通指導員」。

## あらすじ
フレディとメアリーの幼い娘エミリーがある日、自動車事故で死んだ。6年後、加害者のジョンは刑期を終えて出所、両親をはじめ周囲の人々は温かく迎えるが、彼は罪の意識に一人苦しんでいた。
一方、フレディは愛する娘を突然失った絶望から立ち直れず、堕落した日々を送り続け、ついにメアリーに愛想を尽かされて去られてしまう。やがて、フレディはジョンに激しい憎しみを抱き、彼への復讐を考えるようになる。
ある日ついに、フレディはジョンに銃口を向けるが、未遂に終わる。フレディはジョンに「3日後にまた来る」という殺人予告を残して去る。
そして3日後、フレディは今度こそ復讐を果たそうと、ジョンのもとに向かうのだが…。

## キャスト
※括弧内は日本語吹替
- フレディ・ゲイル - ジャック・ニコルソン（池田勝）
- ジョン・ブース - デヴィッド・モース（大川透）
- ジョジョ - ロビン・ライト（種田文子）
- メアリー・マニング - アンジェリカ・ヒューストン（叶木翔子）
- スチュアート・ブース - リチャード・ブラッドフォード（宝亀克寿）
- ヘレン・ブース - パイパー・ローリー（定岡小百合）
- ロジャー・マニング - ロビー・ロバートソン（水野龍司）
- ボビー - ジョン・サヴェージ（後藤敦）
- ヴェルナ - プリシラ・バーンズ
- ミア - カリ・ウーラー
- ジェフリー - 石橋凌（田原アルノ）
- サニー・ヴェンチュラ - リチャード・サラフィアン（島香裕）
- ジョー - ジョー・ヴィテレリ（宝亀克寿）
- サイラス - ジェフ・モリス
- ハンク - レオ・ペン